# جمعية الكشافة السودانية
جمعية الكشافة السودانية هي منظمة كشفية وطنية في السودان. تأسست رسميا في عام 1935، وأصبح عضوا في المنظمة العالمية للحركة الكشفية في عام 1956. وجمعية الكشافة السودانية موجهه فقط للذكور وبلغ عددهم 14868 عضو اعتبارا من عام 2011.

## روابط خارجية
- الموقع الرسمي (بالعربية)
- المزيد عن برامج السودان الكشافة ومشاريع الخدمات الاجتماعية